# Japans MotoGP 2009
Japans MotoGP 2009 var säsongens andra Grand prix i Roadracing-VM 2009 och kördes den 24-26 april på Twin Ring Motegi. Fredagens övning var det enda som kördes på torr bana innan loppet så de tiderna räknades som kvalificeringstider. 125cc körde 20 varv, 250cc körde 23 varv och MotoGP körde 24 varv.

## Resultat MotoGP
| Plats | Nr | Förare           | Märke    | Varv | Tid        | Grid | Kvaltid  | Poäng |
| ----- | -- | ---------------- | -------- | ---- | ---------- | ---- | -------- | ----- |
| 1     | 99 | Jorge Lorenzo    | Yamaha   | 24   | 43:47.238  | 3    | 1.48,965 | 25    |
| 2     | 46 | Valentino Rossi  | Yamaha   | 24   | + 1.304    | 1    | 1.48,545 | 20    |
| 3     | 3  | Dani Pedrosa     | Honda    | 24   | + 3.763    | 11   | 1.50,391 | 16    |
| 4     | 27 | Casey Stoner     | Ducati   | 24   | + 5.691    | 2    | 1.48,601 | 13    |
| 5     | 4  | Andrea Dovizioso | Honda    | 24   | + 9.207    | 7    | 1.50,030 | 11    |
| 6     | 33 | Marco Melandri   | Kawasaki | 24   | + 30.555   | 8    | 1.50,123 | 10    |
| 7     | 65 | Loris Capirossi  | Suzuki   | 24   | + 32.756   | 6    | 1.49,980 | 9     |
| 8     | 36 | Mika Kallio      | Ducati   | 24   | + 39.416   | 17   | 1.51,643 | 8     |
| 9     | 52 | James Toseland   | Yamaha   | 24   | + 43.106   | 10   | 1.50,342 | 7     |
| 10    | 7  | Chris Vermeulen  | Suzuki   | 24   | + 43.245   | 4    | 1.49,382 | 6     |
| 11    | 14 | Randy De Puniet  | Honda    | 24   | + 44.834   | 16   | 1.50,669 | 5     |
| 12    | 5  | Colin Edwards    | Yamaha   | 24   | + 46.540   | 5    | 1.49,697 | 4     |
| 13    | 15 | Alex de Angelis  | Honda    | 24   | + 53.525   | 15   | 1.50,601 | 3     |
| 14    | 88 | Niccolò Canepa   | Ducati   | 24   | + 1'21.804 | 18   | 1.51,929 | 2     |
| 15    | 24 | Toni Elías       | Honda    | 23   | + 1 varv   | 9    | 1.50,209 | 1     |
| 16    | 59 | Sete Gibernau    | Ducati   | 17   | Krasch     | 14   | 1.50,538 | -     |
| 17    | 69 | Nicky Hayden     | Ducati   | 0    | Krasch     | 12   | 1.50,393 | -     |
| 18    | 72 | Yuki Takahashi   | Honda    | 0    | Krasch     | 13   | 1.50,404 | -     |

## Resultat 250cc
| Placering | Nr | Förare              | Märke   | Varv | Tid        | Grid | Poäng |
| --------- | -- | ------------------- | ------- | ---- | ---------- | ---- | ----- |
| 1         | 19 | Alvaro Bautista     | Aprilia | 23   | 44:06:488  | 3    | 25    |
| 2         | 4  | Hiroshi Aoyama      | Honda   | 23   | + 5.889    | 2    | 20    |
| 3         | 75 | Mattia Pasini       | Aprilia | 23   | + 21.832   | 4    | 16    |
| 4         | 28 | Gabor Talmacsi      | Aprilia | 23   | + 25.906   | 7    | 13    |
| 5         | 6  | Alex Debon          | Aprilia | 23   | + 30.785   | 10   | 11    |
| 6         | 73 | Shuhei Aoyama       | Honda   | 23   | + 33.788   | 17   | 10    |
| 7         | 52 | Lukas Pesek         | Aprilia | 23   | + 36.972   | 11   | 9     |
| 8         | 12 | Thomas Luthi        | Aprilia | 23   | + 41.018   | 13   | 8     |
| 9         | 17 | Karel Abraham       | Aprilia | 23   | + 41.649   | 16   | 7     |
| 10        | 48 | Shoya Tomizawa      | Honda   | 23   | + 52.863   | 25 ¹ | 6     |
| 11        | 40 | Héctor Barberá      | Aprilia | 23   | + 1'00.888 | 5    | 5     |
| 12        | 35 | Raffaele De Rosa    | Honda   | 23   | + 1'06.347 | 6    | 4     |
| 13        | 10 | Imre Toth           | Aprilia | 23   | + 1'53.149 | 20   | 3     |
| 14        | 59 | Kazuki Watanabe     | Yamaha  | 22   | + 1 varv   | 19   | 2     |
| 15        | 56 | Vladimir Leonov     | Aprilia | 22   | + 1 varv   | 22 ¹ | 1     |
| 16        | 8  | Bastien Chesaux     | Honda   | 22   | + 1 varv   | 23 ¹ |       |
| 17        | 58 | Marco Simoncelli    | Gilera  | 22   | + 1 varv   | 1    |       |
| 18        | 77 | Aitor Rodriguez     | Aprilia | 22   | + 1 varv   | 24 ¹ |       |
| Bröt      | 14 | Ratthapark Wilairot | Honda   | 18   | Krasch     | 12   |       |
| Bröt      | 25 | Alex Baldolini      | Aprilia | 17   | Krasch     | 18   |       |
| Bröt      | 55 | Héctor Faubel       | Honda   | 6    | Krasch     | 15   |       |
| Bröt      | 63 | Mike Di Meglio      | Aprilia | 5    | Krasch     | 8    |       |
| Bröt      | 7  | Axel Pons           | Aprilia | 3    | Krasch     | 21 ¹ |       |
| Bröt      | 16 | Jules Cluzel        | Aprilia | 2    | Krasch     | 14   |       |
| Bröt      | 15 | Roberto Locatelli   | Gilera  | 2    | Krasch     | 9    |       |

¹ Kvalade utanför 107% regeln men de fick starta i racet.

## Resultat 125cc
| Placering | Nr | Förare             | Märke   | Varv | Tid        | Grid | Poäng |
| --------- | -- | ------------------ | ------- | ---- | ---------- | ---- | ----- |
| 1         | 29 | Andrea Iannone     | Aprilia | 20   | 42:23:716  | 1    | 25    |
| 2         | 60 | Julian Simon       | Aprilia | 20   | + 1.346    | 2    | 20    |
| 3         | 44 | Pol Espargaro      | Derbi   | 20   | + 5.039    | 8    | 16    |
| 4         | 17 | Stefan Bradl       | Aprilia | 20   | + 6.904    | 3    | 13    |
| 5         | 93 | Marc Marquez       | KTM     | 20   | + 13.061   | 10   | 11    |
| 6         | 11 | Sandro Cortese     | Derbi   | 20   | + 14.841   | 9    | 10    |
| 7         | 6  | Joan Olive         | Derbi   | 20   | + 16.420   | 11   | 9     |
| 8         | 94 | Jonas Folger       | Aprilia | 20   | + 16.483   | 14   | 8     |
| 9         | 77 | Dominique Aegerter | Derbi   | 20   | + 27.500   | 6    | 7     |
| 10        | 38 | Bradley Smith      | Aprilia | 20   | + 30.359   | 7    | 6     |
| 11        | 99 | Danny Webb         | Aprilia | 20   | + 37.547   | 13   | 5     |
| 12        | 71 | Tomoyoshi Koyama   | Loncin  | 20   | + 43.856   | 19   | 4     |
| 13        | 12 | Esteve Rabat       | Aprilia | 20   | + 59.889   | 4    | 3     |
| 14        | 8  | Lorenzo Zanetti    | Aprilia | 20   | + 1'00.141 | 15   | 2     |
| 15        | 24 | Simone Corsi       | Aprilia | 20   | + 1'02.601 | 17   | 1     |
| 16        | 16 | Cameron Beaubier   | KTM     | 20   | + 1'02.609 | 23   |       |
| 17        | 18 | Nicolas Terol      | Aprilia | 20   | + 1'09.867 | 5    |       |
| 18        | 35 | Randy Krummenache  | Aprilia | 20   | + 1'09:883 | 22   |       |
| 19        | 33 | Sergio Gadea       | Aprilia | 20   | + 1'15.049 | 12   |       |
| 20        | 73 | Takaaki Nakagami   | Aprilia | 20   | + 1'19.858 | 21   |       |
| 21        | 5  | Alexis Mabou       | Loncin  | 20   | + 1'43.413 | 25   |       |
| 22        | 7  | Efren Vazquez      | Derbi   | 20   | + 1'52.910 | 20   |       |
| 23        | 69 | Lukas Sembera      | Aprilia | 20   | + 2'07.124 | 33   |       |
| 24        | 58 | Yuuichi Yanagisawa | Honda   | 20   | + 2'07.402 | 26   |       |
| 25        | 87 | Luca Marconi       | Aprilia | 19   | + 1 varv   | 30   |       |
| 26        | 10 | Luca Vitali        | Aprilia | 19   | + 1 varv   | 35   |       |
| 27        | 55 | Hiroomi Iwata      | Honda   | 19   | + 1 varv   | 29   |       |
| 28        | 59 | Satoru Kamada      | Honda   | 19   | + 1 varv   | 28   |       |
| 29        | 57 | Yuki Oogane        | Honda   | 18   | + 2 varv   | 34   |       |
| Bröt      | 56 | Yuma Yahagi        | Honda   | 11   | Krasch     | 27   |       |
| Bröt      | 14 | Johann Zarco       | Aprilia | 10   | Krasch     | 18   |       |
| Bröt      | 45 | Scott Redding      | Aprilia | 6    | Krasch     | 16   |       |
| Bröt      | 32 | Lorenzo Savadori   | Aprilia | 2    | Krasch     | 24   |       |
| Bröt      | 53 | Jasper Iwema       | Honda   | 0    | Krasch     | 31   |       |

Michael Ranseder kvalade in men körde inte loppet, Matthew Hoyle kvalade inte in till tävlingen.